# Xã Wells, Quận Appanoose, Iowa
Xã Wells (tiếng Anh: Wells Township) là một xã thuộc quận Appanoose, tiểu bang Iowa, Hoa Kỳ. Năm 2010, dân số của xã này là 270 người.